# Відплисти за захід сонця
«Відплисти за захід сонця» (англ. «To Sail Beyond the Sunset») — науково-фантастичний роман Роберта Енсона Гайнлайна 1987 року. Належить до підциклу «Світ як міф». Останній твір автора. У романі узгоджені й переплетені сюжетні лінії всіх попередніх творів. У 1989 році роман номінувався на премію «Прометей».

## Назва
Назва твору взята з поеми Альфреда Теннісона «Улісс».

## Сюжет
Основна частина твору — мемуари Морін Джонсон Сміт Лонг, матері Лазаруса Лонга (надалі його коханки та дружини в поліаморній сім'ї). Морін записувала ці мемуари, перебуваючи у в'язниці разом із Пікселем (епонімічним персонажем роману «Кіт, що проходив крізь стіни»).
Роки життя Морін від народження до моменту неминучої смерті описані як продовження роману «Достатньо часу для кохання» і як приквел до роману «Діти Мафусаїла». Вона народилась в 4 липня 1882 року в глибинці штату Міссурі в одній з «сімей Говарда» (селекційному шлюбі, спонсорованому «Фондом Говарда», і сама стала дружиною говардіанця Браяна Сміта). Вона прожила більшість життя в Канзас-Сіті аж до її порятунку 1982 році.
В 1917 році вона познайомилась із сержантом Тедом Бронсоном, не підозрюючи, що це її син Вудро (Лазарус Лонг), якому на той момент виповнилось понад 2000 років. Їхній взаємний потяг завершується інтимними стосунками напередодні відбуття Бронсона на фронт. Отримавши звістку, що сержант Бронсон пропав безвісти, Морін докладає зусиль, щоб використати знання про майбутні події ХХ століття на користь своїй родині та «фонду Говарда». Вона сприяє впровадженню технологій, описаних в «Людина, що продала Місяць» та «Дороги повинні рухатися».
Після закінчення мемуарів сюжет розвивається навколо порятунку Морін із в'язниці Корпусом Часу та проведення ним точкових змін в часовій історії, забезпечивши перемогу британців у битві за Британію, та одночасному порятунку її батька від загибелі в ній. Твір завершується фразою «І жили вони довго і щасливо».